# Wesley Fofana (calciatore)
Wesley Fofana (Marsiglia, 17 dicembre 2000) è un calciatore francese, difensore del Chelsea.

## Caratteristiche tecniche
È un difensore centrale in possesso di notevole fisicità che eccelle nei contrasti e negli intercetti. Per caratteristiche è stato accostato al connazionale Kurt Zouma.

## Carriera

### Club
Gli inizi al Saint-Etienne
Cresciuto nel settore giovanile del Saint-Étienne, ha esordito in prima squadra il 18 maggio 2019 disputando l'incontro di Ligue 1 vinto 3-0 contro il Nizza.
Leicester City
Il 29 settembre 2020 si accorda con il Leicester City, trasferendosi nel club inglese tre giorni dopo per 5 milioni di euro. Nel corso della stagione 2020/2021 diventa titolare della squadra dei foxes risultando uno dei migliori difensori della Premier League, in tutte le competizioni colleziona 38 partite. L'8 agosto 2021 subisce la frattura del perone, restando ai box per più di 7 mesi.
Chelsea
Il 31 agosto 2022 viene acquistato dal Chelsea per 70 milioni di euro più 5 milioni di bonus legati alla vittoria della Premier League. L'8 ottobre 2022 subisce un infortunio al ginocchio che lo ferma per più di 2 mesi. Il 4 marzo 2023 segna il suo primo goal con i Blues in Premier League, nella vittoria contro il Leeds United per 1-0. Termina la prima stagione con 2 goal in 20 presenze tra Premier League e Champions League.
Il 17 Luglio 2023 subisce il secondo infortunio molto grave in carriera, ovvero la rottura del legamento crociato che lo ferma per un'intera stagione.
Torna in campo dopo 448 giorni, il 18 agosto 2024 nella prima gara di Premier League persa contro il Manchester City per 2-0. Dopo un buon avvio dove contribuisce a 7 vittorie, 4 pareggi e sole 2 sconfitte, subisce un ulteriore infortunio alla coscia al tendine ischiocrurale. Dopo un recupero forzato con il rientro in campo, l'infortunio è più grave del previsto e il difensore francese si opera.

### Nazionale
Nel 2020 ha esordito con la nazionale Under-21 francese in un'amichevole vinta per 5-0 contro i pari età del Liechtenstein.
Il 16 giugno 2023 ha esordito in nazionale maggiore nel successo per 0-3 contro Gibilterra.

## Statistiche

### Presenze e reti nei club
Statistiche aggiornate al 4 maggio 2025.
| Stagione               | Squadra                | Campionato             | Campionato | Campionato | Coppe nazionali | Coppe nazionali | Coppe nazionali | Coppe continentali | Coppe continentali | Coppe continentali | Altre coppe | Altre coppe | Altre coppe | Totale | Totale | Totale |
| Stagione               | Squadra                | Comp                   | Pres       | Reti       | Comp            | Pres            | Reti            | Comp               | Pres               | Reti               | Comp        | Pres        | Reti        | Pres   | Reti   |        |
| ---------------------- | ---------------------- | ---------------------- | ---------- | ---------- | --------------- | --------------- | --------------- | ------------------ | ------------------ | ------------------ | ----------- | ----------- | ----------- | ------ | ------ | ------ |
| 2017-2018              | Saint-Étienne 2        | N3                     | 10         | 0          | -               | -               | -               | -                  | -                  | -                  | -           | -           | -           | 10     | 0      |        |
| 2018-gen. 2019         | Saint-Étienne 2        | N2                     | 11         | 0          | -               | -               | -               | -                  | -                  | -                  | -           | -           | -           | 11     | 0      |        |
| Totale Saint-Étienne 2 | Totale Saint-Étienne 2 | Totale Saint-Étienne 2 | 21         | 0          |                 | -               | -               |                    | -                  | -                  |             | -           | -           | 21     | 0      |        |
| gen.-giu. 2019         | Saint-Étienne          | L1                     | 2          | 0          | CF+CdL          | 0+0             | 0               | -                  | -                  | -                  | -           | -           | -           | 2      | 0      |        |
| 2019-2020              | Saint-Étienne          | L1                     | 18         | 1          | CF+CdL          | 6+2             | 1+0             | UEL                | 2                  | 0                  | -           | -           | -           | 28     | 2      |        |
| Totale Saint-Étienne   | Totale Saint-Étienne   | Totale Saint-Étienne   | 20         | 1          |                 | 8               | 1               |                    | 2                  | 0                  |             | -           | -           | 30     | 2      |        |
| 2020-2021              | Leicester City         | PL                     | 28         | 0          | FACup+CdL       | 4+0             | 0               | UEL                | 6                  | 0                  | -           | -           | -           | 38     | 0      |        |
| 2021-2022              | Leicester City         | PL                     | 7          | 0          | FACup+CdL       | 0+0             | 0               | UEL+UECL           | 0+5                | 0+1                | CS          | 0           | 0           | 12     | 1      |        |
| ago. 2022              | Leicester City         | PL                     | 2          | 0          | FACup+CdL       | -               | -               | -                  | -                  | -                  | -           | -           | -           | 2      | 0      |        |
| Totale Leicester City  | Totale Leicester City  | Totale Leicester City  | 37         | 0          |                 | 4               | 0               |                    | 11                 | 1                  |             | 0           | 0           | 52     | 1      |        |
| set. 2022-2023         | Chelsea                | PL                     | 15         | 1          | FACup+CdL       | 0+0             | 0               | UCL                | 5                  | 1                  | -           | -           | -           | 20     | 2      |        |
| 2023-2024              | Chelsea                | PL                     | 0          | 0          | FACup+CdL       | 0+0             | 0               | -                  | -                  | -                  | -           | -           | -           | 0      | 0      |        |
| 2024-2025              | Chelsea                | PL                     | 14         | 0          | FACup+CdL       | 0+0             | 0               | UECL               | 0                  | 0                  | -           | -           | -           | 14     | 0      |        |
| Totale Chelsea         | Totale Chelsea         | Totale Chelsea         | 29         | 1          |                 | 0               | 0               |                    | 5                  | 1                  |             | -           | -           | 32     | 2      |        |
| Totale carriera        | Totale carriera        | Totale carriera        | 107        | 2          |                 | 12              | 1               |                    | 18                 | 2                  |             | 0           | 0           | 137    | 5      |        |

### Cronologia presenze e reti in nazionale
| Cronologia completa delle presenze e delle reti in nazionale ― Francia | Cronologia completa delle presenze e delle reti in nazionale ― Francia | Cronologia completa delle presenze e delle reti in nazionale ― Francia | Cronologia completa delle presenze e delle reti in nazionale ― Francia | Cronologia completa delle presenze e delle reti in nazionale ― Francia | Cronologia completa delle presenze e delle reti in nazionale ― Francia | Cronologia completa delle presenze e delle reti in nazionale ― Francia | Cronologia completa delle presenze e delle reti in nazionale ― Francia |
| Data                                                                   | Città                                                                  | In casa                                                                | Risultato                                                              | Ospiti                                                                 | Competizione                                                           | Reti                                                                   | Note                                                                   |
| ---------------------------------------------------------------------- | ---------------------------------------------------------------------- | ---------------------------------------------------------------------- | ---------------------------------------------------------------------- | ---------------------------------------------------------------------- | ---------------------------------------------------------------------- | ---------------------------------------------------------------------- | ---------------------------------------------------------------------- |
| 16-6-2023                                                              | Faro                                                                   | Gibilterra                                                             | 0 – 3                                                                  | Francia                                                                | Qual. Euro 2024                                                        | -                                                                      |                                                                        |
| Totale                                                                 |                                                                        | Presenze                                                               | 1                                                                      |                                                                        | Reti                                                                   | 0                                                                      |                                                                        |

## Palmarès

### Club

#### Competizioni nazionali
- Coppa d'Inghilterra: 1

Leicester City: 2020-2021
- Community Shield: 1

Leicester City: 2021

#### Competizioni internazionali
- UEFA Conference League: 1

Chelsea: 2024-2025
- Coppa del mondo per club: 1

Chelsea: 2025